# 吳鍾善
吳鍾善（1879年—1935年），字元甫，号頑陀，又號守砚庵主、桐南居士，福建晋江人，祖籍浙江錢塘，清朝政治人物。

## 生平
早年求學于胡若霖、戴文诚。光緒二十八年（1902年）申福建壬寅科乡试举人。同年入京，受业于徐堉。光绪二十九年（1903年）登經濟特科進士二甲第五名，授翰林院检讨。光绪三十二年（1906年）随父考察日本。宣统三年（1911年），随父告归返原籍。民国三年，应南安华美学校之聘，并带其子吳普霖等随侍肆业，同年擔任晋江县中教席。1918年應臺北板橋富紳林鶴壽禮聘為西席，課授經典，為避免日人干擾，於1920年秋天內渡。著有《侍輶轩集》、《石门草》、《丰州集》等。

## 家族
状元吴鲁第四子。